# 北光州站
北光州站（：／ Bukgwangju yeok */?）曾經为韩国铁路光州线上的一座鐵路站，位于光州广域市北区雲岩洞，已于1974年废止。

## 历史
- 1922年7月1日，落成使用。
- 1974年8月15日，停止使用。